# Clogging
Ne doit pas être confondu avec Clog dancing.
Le clogging est un type de danse folklorique pratiquée aux États-Unis, dans laquelle les chaussures du danseur sont utilisées de manière percussive en frappant le talon, la pointe ou les deux contre un sol ou l'un contre l'autre pour créer des rythmes audibles, généralement sur un temps fort avec le maintien du rythme par le talon.
Le clogging est la danse officielle de l'État du Kentucky et de la Caroline du Nord.

## Description

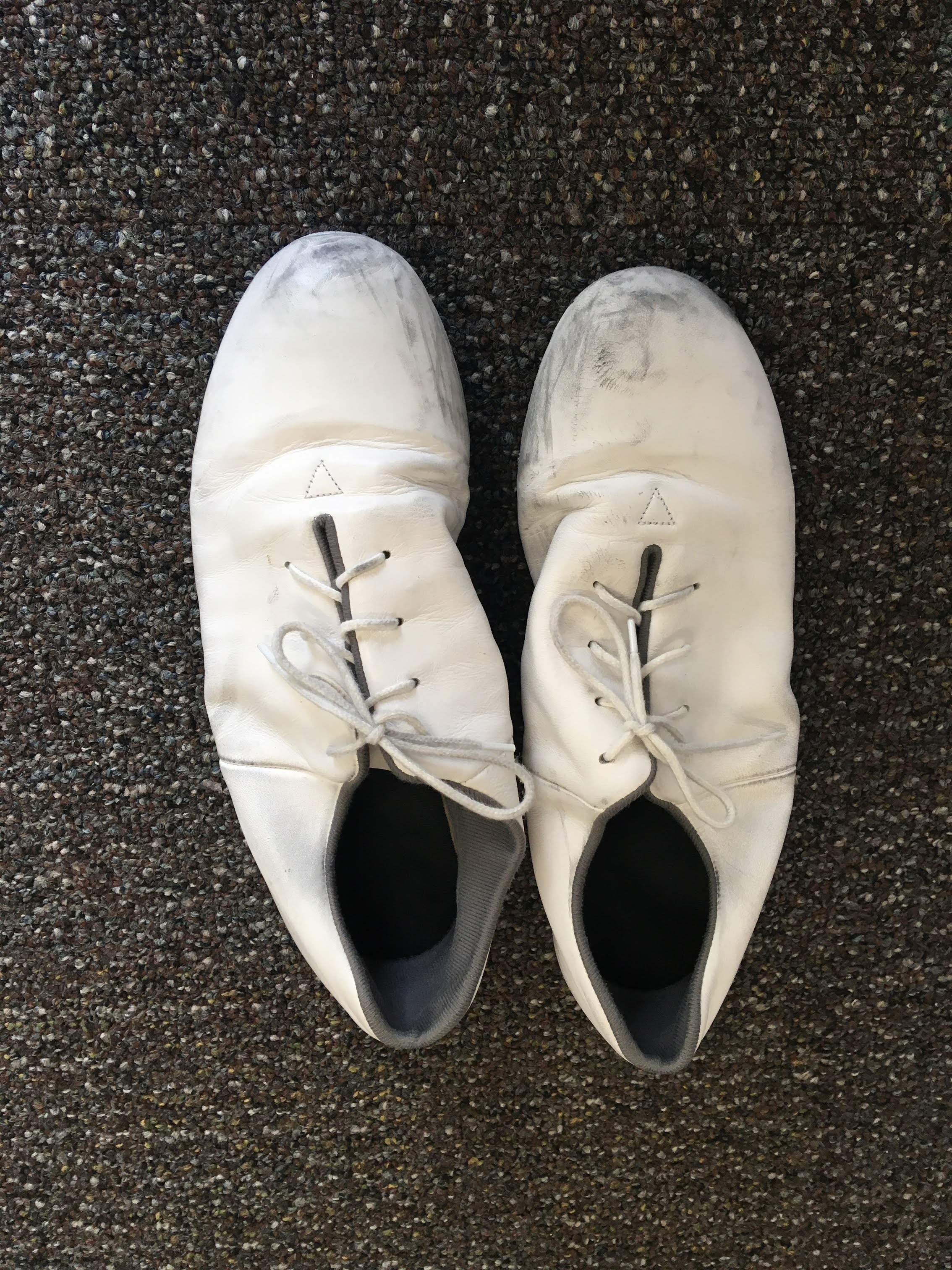
Une paire de chaussures blanches usagées.

Dans le passé, cette danse n'a pas toujours été nommée « clogging ». Elle connaît aussi les noms tels que foot-stomping, buck dancing, clog dancing, jigging et d'autres termes locaux. Ce que tous ces éléments ont en commun est de souligner le rythme fort de la musique par un jeu de jambes enthousiaste. De nombreuses vieilles chaussures n'avaient pas de point métallique et certaines étaient en cuir et en velours, tandis que les semelles des chaussures étaient en bois ou en cuir dur.
Le clogging peut être divisé en cinq grandes catégories : le shuffle clogging, le clogging en cadence, le clogging rythmique, le stomp clogging et le buck-dancing.
Le style du shuffle clogging est considéré comme le style le plus populaire pour les cloggeurs de bluegrass, tandis que le clogging rythmique et stomp sont plus populaires auprès des cloggeurs de musique old-time. Ce qui distingue le clogging des autres styles de danse tels que les claquettes est l'absence de mouvements du haut du corps utilisé lors de représentations, comme dans la Sean-nós irlandaise (en), qui a eu une influence significative sur les origines de la danse. Tandis que les danseurs de claquettes mettent l'accent sur la présence sur scène et les mouvements des bras, les cloggeurs limitent les mouvements du haut de leur corps, en se concentrant principalement sur leurs pieds. Parmi les danseurs influents du clogging, on retrouve William Henry Lane qui l'intègre à ses pas de danses.

## Antécédents
Aux États-Unis, le clogging d'équipes provenait des équipes de square dance d'Asheville, en Caroline du Nord, lors du Mountain Dance and Folk Festival (en) de 1928, organisé par Bascom Lamar Lunsford dans les Appalaches.
Les Soco Gap Dancers se sont produits à la Maison-Blanche en 1939, ce qui a provoqué une augmentation de la popularité du clogging d'équipe.
Le clogging américain est associé au prédécesseur du bluegrass, l'old-time music, basée sur des airs de violon anglais et irlandais ainsi que des airs de banjo afro-américains. Le clogging s'est principalement développé à partir de la danse irlandaise Sean-nós; il y avait aussi des step dances anglaises, écossaises, allemandes et cherokee, ainsi que des rythmes et des influences de mouvement africains. C’est à partir du clogging que les claquettes ont finalement évolué. Aujourd'hui, de nombreuses équipes de clogging s'affrontent pour remporter des prix.

## Terminologie
Le terme « buck », comme dans buck dancing, remonte aux Caraïbes et est dérivé d'un mot indien Tupi désignant un cadre pour sécher et fumer la viande ; les premiers po bockarau ou boucaniers étaient des marins qui fumaient de la viande et du poisson à la manière des Indiens. Une autre source déclare que le mot bockorau peut être attribué au mot « angolais » buckra et a été utilisé pour désigner les Blancs, mais cela est controversé[citation nécessaire].
Une source déclare que le buck dancing est la première combinaison de pas de base du shuffle et de claquette exécutés sur des rythmes syncopés dans lesquels les accents ne sont pas placés sur le rythme droit[Quoi ?], comme avec les jigs, les clogs et autres danses d'origine européenne, mais sur le temps fort ou décalé, un style dérivé principalement des rythmes de la musique tribale africaine.
Une autre étymologie du mot affirme qu'il dérive du mot buck, utilisé comme terme péjoratif pour les hommes afro-américains au XIXe siècle. Le buck dancing a été popularisée en Amérique par les minstrels à la fin du XIXe siècle. De nombreux festivals et foires folkloriques utilisent des clubs ou des équipes de danse pour présenter à la fois du buck et du clogging normal à des fins de divertissement.